# Platystele dasyglossa
Platystele dasyglossa är en orkidéart som beskrevs av Pedro Ortiz Valdivieso. Platystele dasyglossa ingår i släktet Platystele och familjen orkidéer. Inga underarter finns listade i Catalogue of Life.